# Dondersia
Dondersia is een geslacht van weekdieren uit de familie Dondersiidae.

## Soorten
- Dondersia annulata Nierstrasz, 1902
- Dondersia cnidevorans Salvini-Plawen, 1978
- Dondersia festiva Hubrecht, 1888
- Dondersia incali (Scheltema, 1999)
- Dondersia laminata Salvini-Plawen, 1978
- Dondersia namibiensis Scheltema, Schander & Kocot, 2012
- Dondersia stylastericola Salvini-Plawen, 1978
- Dondersia todtae Klink, Bergmeier, Neusser & Jörger, 2015